# Gary McBride
Gary McBride (15 maart 1980 – 18 december 2009) was een Australisch professioneel Rugby League-speler die uitkwam voor de St. George Illawarra Dragons.